# オーギュスタン・ピラミュ・ドゥ・カンドール

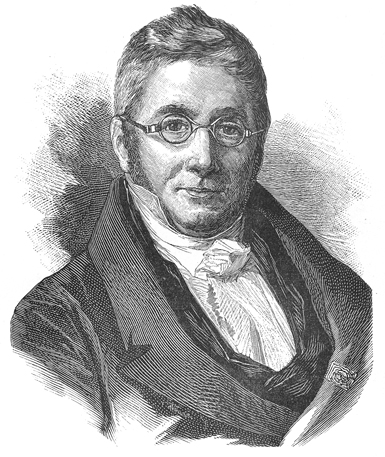
Augustin Pyrame de Candolle

オーギュスタン・ピラミュ・ドゥ・カンドール（Augustin Pyramus de Candolle または Augustin Pyrame de Candolle、1778年2月4日 – 1841年9月9日）は、スイスの植物学者である。王立協会外国人会員。
カンドールはチャールズ・ダーウィンの自然淘汰の原理に影響を与えた "自然の戦争"の考え方を示し、異なる種が、類似する環境のもとで、同じような性質を発達させるいわゆる「相似(analogy)」の現象を認識した。一定の光の下でも、植物の葉の動きが日変化することを認識し、植物に内部的な生物時計があることを主張した。
オーギュストの子孫、アルフォンス・ドゥ・カンドールやカジミール・ピラミュ・ドゥ・カンドールも分類学の研究に貢献し、オーギュスタンが編集を始めた、植物カタログProdromus Systematis Naturalis Regni Vegetabilisの作成を行った。

## 生涯
ジュネーヴに役人の息子に生まれた。先祖は16世紀に宗教迫害からジュネーヴに逃れたフランスの名家であった。7歳の時に水頭症を患うが、文学などに才能をみせた。Collège Calvinでジャン＝ピエール・ヴォーシェ(Jean Pierre Étienne Vaucher)に学び、植物学を研究することを決めた。1796年にデオダ・ドゥ・ドロミューの招きをうけてパリに赴き、1798年に René Louiche Desfontaines の助けで シャルル＝ルイ・レリティエ・ドゥ・ブリュテルの薬草園で働いた。この仕事で評価を受け、1799年に最初の著書、Plantarum historia succulentarumを出版し、1802年にAstragalogiaを出版した。ジョルジュ・キュヴィエやラマルクの注目するところとなり、キュビエの推薦で、1802年にコレージュ・ド・フランスで仕事を得た。ラマルクから植物誌、Flore françaiseの第3版の編集を任された。この仕事で、カール・フォン・リンネの人工的分類法と異なる、植物の特徴に従う自然分類法を採用した。
1804年にEssai sur les propriétés médicales des plantesを出版し、パリ大学の医学部から医学の学位を得た。2年後にSynopsis plantarum in flora Gallica descriptarumを出版した。その後6年間、フランス政府の求めで、フランス各地の、植物、農業の調査を行った。1807年モンペリエ大学医学部の植物学の教授に任じられた。1813年にThéorie élémentaire de la botaniqueを出版し、初めて分類体系（taxonomy）という用語を使った。1816年にジュネーヴに戻り、1834年までジュネーヴ大学で植物学と動物学の教授を務めた。1817年にはジュネーヴで最初の植物園を設立した。
その後は植物の完全な分類をめざす著作Regni vegetabillis systema naturaleの執筆に費やすが、2巻を発行した時点で大規模なプロジェクトの完成を断念し、1824年からより小さいProdromus Systematis Naturalis Regni Vegetabilisの刊行を始め、構想の2/3の、7巻を完成した。種を100以上の属に実証的な特徴で分類を行った。
オーギュストの子孫は3世代にわたって植物学者となった。息子のアルフォンス・ドゥ・カンドールもオーギュストの仕事を引き継ぎ、比較形態学、植物分類学、植物地理学などでの業績で知られ、孫のカシミール・ピラミュ・ドゥ・カンドールもProdromus Systematis Naturalis Regni Vegetabilisの補遺、改訂を行った。ひ孫のリシャール・エミール・オーギュスタン・ドゥ・カンドールも植物学者となった。
植物の属 Candollea と Candolleodendron の属名は彼に献名されている。分類学の科学誌『Candollea』はカンドール一族の貢献から誌名にされている。

## 著書Plantarum historia succulentarumの図版

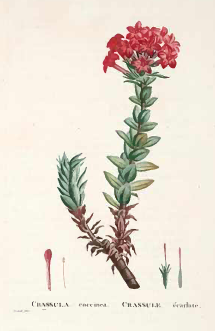
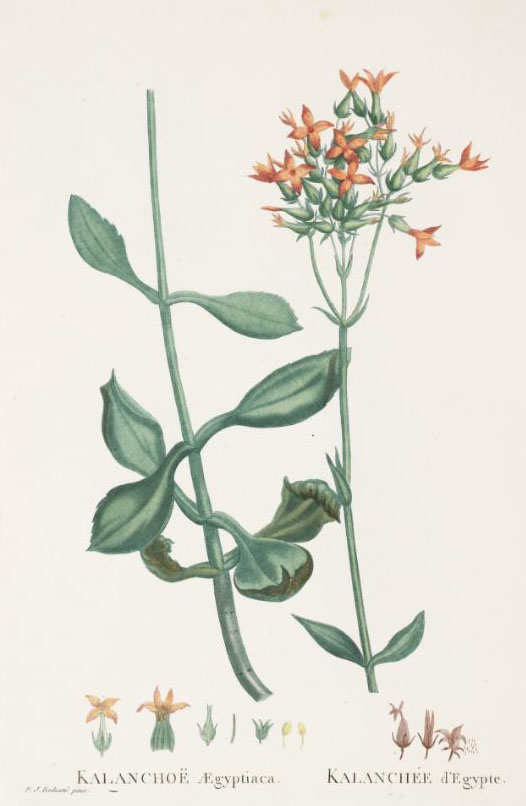
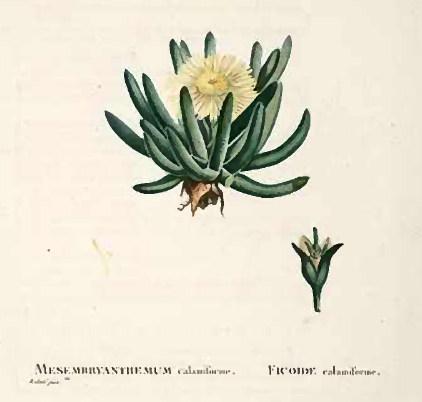
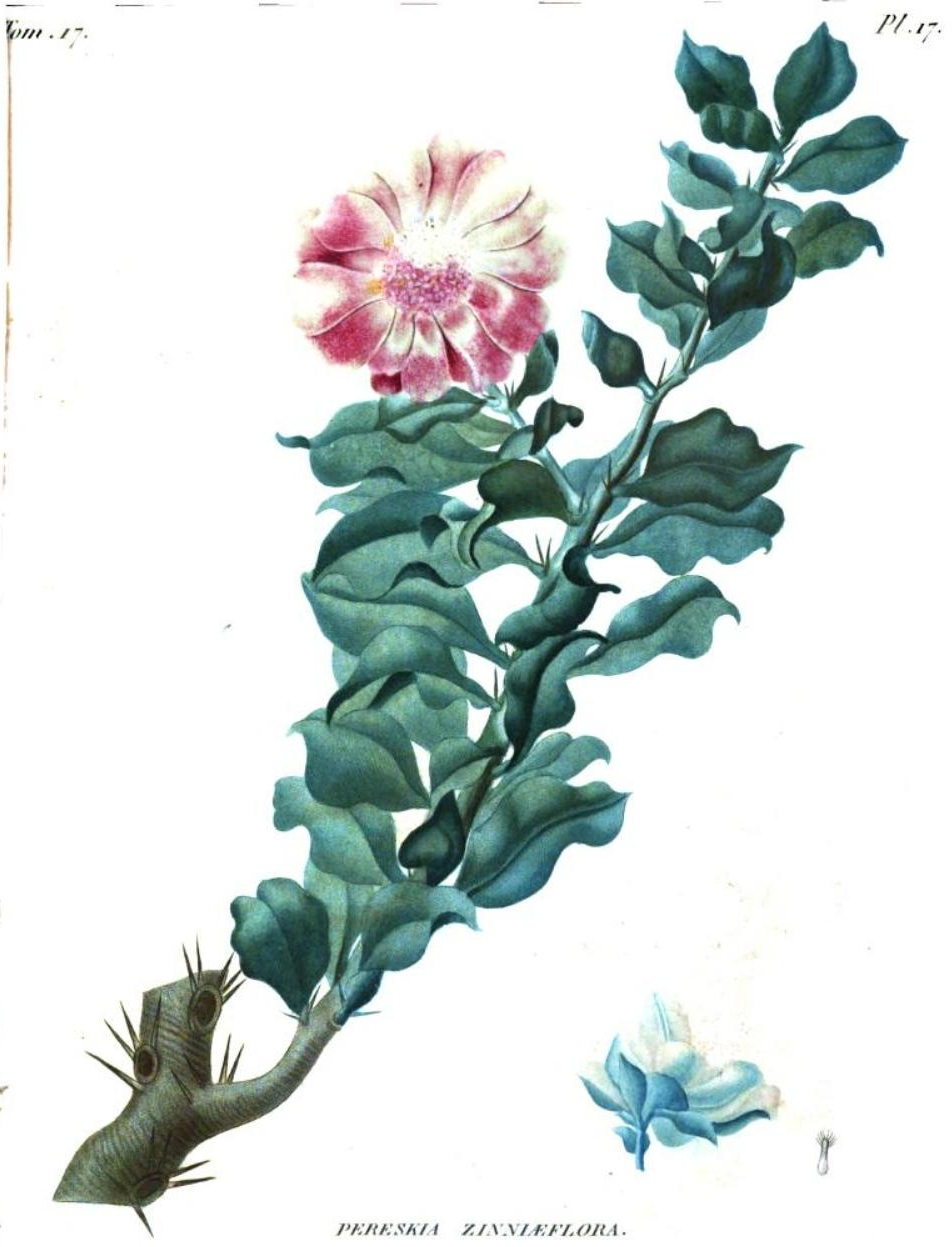

## 著作[4]
- Histoire des plantes grasses （Plantarum historia succulentarum）(1799–1803, dt. Teilübersetzung 1981)
- Monographie des Astragales (1802)
- Essai sur les propriétés médicinales des plantes comparées avec leurs formes extérieures et leur classification naturelle (Habilitationsschrift, 1804, deutsche Übersetzung der 2. Auflage 1818).
- Mitarbeit bei der Überarbeitung der „Flore française“ von Lamarck (1300 Arten hinzufügte, 1805),
- Théorie élémentaire de la botanique (1813, dt. Übersetzung 1814–1815)
- Essai élémentaire de géographie botanique (1820)
- Prodromus systematis naturalis regni vegetabilis (ersten 7 Bände, 1824–1841), Online
- Revue de la Famille des Cactées. In: Memoires du Museum d'Histoire Naturelle. Band 17, 1828, S. 1–119, 21 Tafeln, Online.
- Mémoire sur quelques espèces de cactées, nouvelles ou peu connues. Treuttel & Würtz, Paris 1834, Online.